# 크리스 팡
크리스 팡(Chris Pang, 1984년 12월 29일 ~ )은 오스트레일리아의 배우, 텔레비전 배우이다.
멜버른에서 태어났다.

## 영화
- 조이 라이드 (2023년) - 케니 역
- 팜스프링스 (2020년) - 트레버 역
- 엠티 바이 디자인 (2019년)
- 크레이지 리치 아시안 (2018년) - 콜린 쿠 역
- 와호장룡 - 운명의 검 (2016년)
- 슈퍼패스트! (2015년)
- 프랑켄슈타인: 불멸의 영웅 (2014년) - 레비 역
- 워 오브 투모로우 (2010년) - 리 탁캄 역